# John Edward Lloyd
Pour les articles homonymes, voir John Lloyd.
John Edward Lloyd est un historien britannique né le 5 mai 1861 à Liverpool et mort le 20 juin 1947 à Bangor. Originaire du pays de Galles, il est notamment l'auteur de A History of Wales from the Earliest Times to the Edwardian Conquest (1911), première somme moderne sur l'histoire du pays de Galles au haut Moyen Âge.

## Biographie
John Edward Lloyd est le fils d'Edward Lloyd et Margaret Jones. Son père est drapier et ses deux parents sont originaires du Montgomeryshire, dans l'est du pays de Galles. Il étudie l'histoire au University College d'Aberystwyth, la première université fondée au pays de Galles, puis au Lincoln College de l'université d'Oxford. Après avoir décroché son diplôme, il enseigne l'histoire et le gallois à Aberystwyth de 1885 à 1892, puis au University College de Bangor jusqu'à sa retraite, en 1930.
Le sujet de prédilection de Lloyd est l'histoire du pays de Galles. Avant même la fin de ses études, il remporte en 1884 un prix à l'Eisteddfod Genedlaethol pour un essai sur ce thème. Il rédige plus d'une centaine de notices sur des personnalités galloises pour le Dictionary of National Biography entre 1893 et 1912 et devient ultérieurement le premier directeur du Dictionary of Welsh Biography, publié après sa mort. Parmi les nombreux articles universitaires et ouvrages dont il est l'auteur, les plus importants sont les deux volumes de A History of Wales from the Earliest Times to the Edwardian Conquest (1911), une histoire du pays de Galles jusqu'en 1282, et une biographie d'Owain Glyndŵr (1931).
Ses travaux lui valent d'être élu membre de la British Academy en 1930 et fait chevalier en 1934. Il meurt à Bangor en 1947, à l'âge de quatre-vingt-six ans.